# Анастас Лазаров
Анастас Лазаров (на английски: Anastas Lazaroff) е български революционер, деец на Вътрешната македоно-одринска революционна организация и македоно-одрински опълченец.

## Биография
Роден е в 1884 година в леринското село Арменско, тогава в Османската империя, днес Алона, Гърция. Влиза във ВМОРО, посветен от войводата Алексо Турунджов и Илия Видинов. Анастас Лазаров взима участие в Илинденско-Преображенското въстание като четник на войводата Кочо Цонков и участва в големите сражения при Арменско и Търсие. Служи като куриер към края на въстанието и след това до 1904 година. Заминава за САЩ в 1904 година и се установява да живее в Менсфилд, Охайо, където остава до 1906 година. В 1906 година се завръща в родината си и се предлага на разположение на ръководството на селото. В 1907 година отново заминава за САЩ, откъдето се връща в Македония в 1909 година след Младотурската революция.
След обявяването на Балканската война в 1912 година е интерниран от гърците на остров Крит, но успява да избяга и се зачислява в партизанска чета № 5 по командирството на Иван Попов, която е част от Костурската съединена чета на Македоно-одринското опълчение. След началото на военните действия четата се насочва през Леринско за Костурско.
След края на войнатата Анастас Лазаров заминава за София. В същата 1913 година заминава за Канада, а след това за Америка, където се установява в Джаксън, Мичиган.
Умира в Джаксън в 1960 година.